# 白俄羅斯—立陶宛邊界

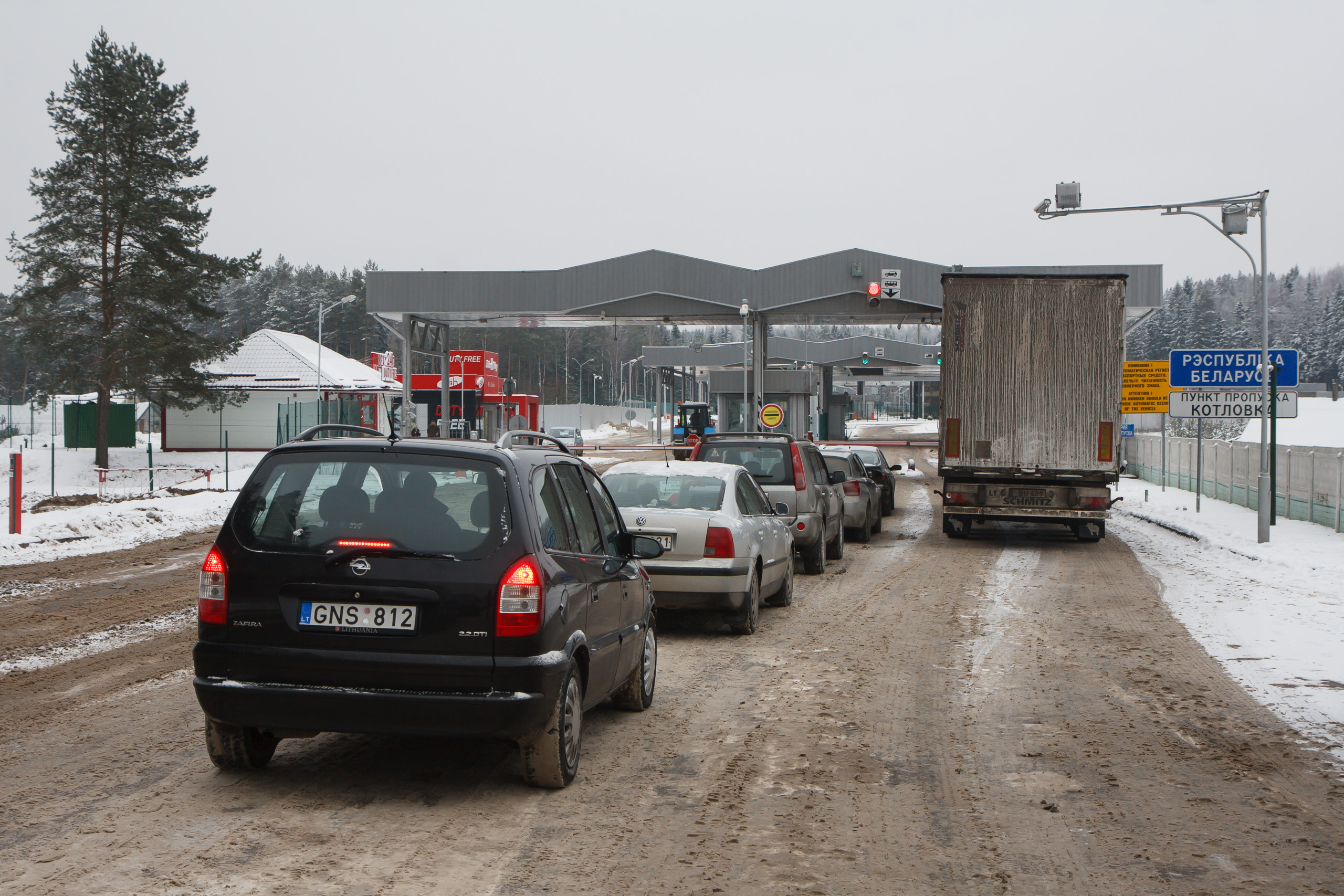
拉沃里什克斯 - 科特洛夫卡（Kotlovka）邊境檢查站

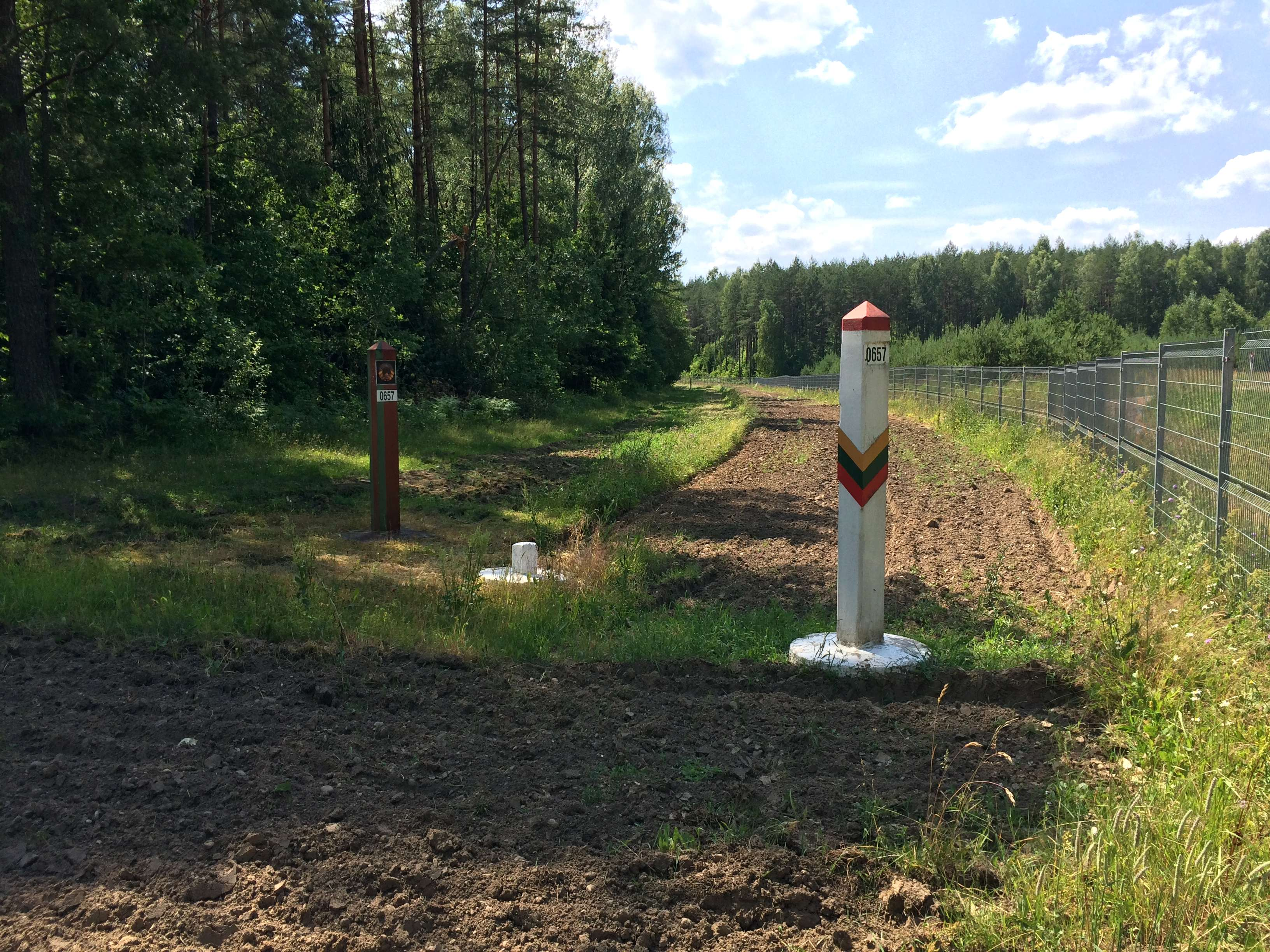
立陶宛側的圍牆與界標

白俄羅斯與立陶宛的邊界長約679公里，同時也是歐洲聯盟與獨立國家國協的邊界，其中380公里為陸地，299公里為湖泊（德魯克希艾湖）與河流（尼曼河、季斯納河、沙利恰河與科特拉河等）邊界，北起立陶宛－拉脫維亞－白俄羅斯的三邊交界，南迄波蘭－立陶宛－白俄羅斯的三邊交界，由1995年2月6日兩國間的協定訂定，於2007年正式劃界。目前邊界是基於蘇聯時期立陶宛蘇維埃社會主義共和國與白俄羅斯蘇維埃社會主義共和國的邊界劃定，兩國邊界自1940年起即無大幅改動。
2004年起此邊界為歐洲聯盟的邊界，2007年起成為申根區的邊界，邊境管制措施因此增加，不過2010年雙方簽署了一項協定計畫簡化距邊界50公里以內地區居民通過邊界的程序。此邊界是立陶宛與各國的邊界中，最多非法越境發生者，僅2010年便有246起嘗試非法越境的案件。

## 移民危機
2021年7月，越過此邊界進入立陶宛的非法移民數量大增，立陶宛官員指白俄羅斯政府因政治原因，鼓勵、協助來自伊拉克與敘利亞的難民非法越界進入立陶宛，並點名白俄羅斯國營旅行社Tsentrkurort參與其中，7月7日立陶宛因來自白俄羅斯邊界的非法移民而宣布進入緊急狀態。立陶宛計畫強化邊界圍牆，通過法律以簡化遣返非法移民的程序，並計畫在最糟情況下將於什文喬內利艾附近建立一座可容納四萬人的難民營。7月24日愛沙尼亞贈送立陶宛100公里長的有刺鐵絲網與三架無人機以強化邊境管控。白俄羅斯總統盧卡申科則稱白俄羅斯不會再接受「歐盟在阿富汗與伊拉克等地製造的難民」，並威脅歐盟可能將有武裝難民出現在邊界。
| 年份               | 穿越白俄羅斯-立陶宛邊界的非法移民人數 |
| ------------------ | ------------------------------------- |
| 2017年             | 72起                                  |
| 2018年             | 104起                                 |
| 2019年             | 46起                                  |
| 2020年             | 81起                                  |
| 2021（截至8月7日） | 4,112起                               |